# Gerhard Leo

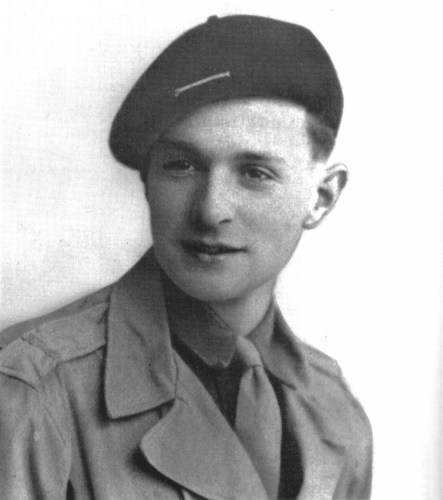
Gerhard Leo, zirka 1943

Gerhard Leo (* 8. Juni 1923 in Berlin; † 14. September 2009 ebenda) war ein deutsch-jüdischer Journalist, Autor und Kämpfer der französischen Résistance.

## Leben
Leo stammt aus einer Familie, die 1933 nach Paris floh. Sein Vater Wilhelm Leo stammte aus einer assimilierten jüdischen Familie, war Sozialdemokrat und in der Weimarer Republik Rechtsanwalt. In Paris war Wilhelm Leo Mitbegründer des Nationalkomitee Freies Deutschland für den Westen (CALPO).
Nach dem Einmarsch der Wehrmacht führte Gerhard Leos Weg in den zunächst unbesetzten Süden Frankreichs, dem Vichy-Regime, wo er sich 1942 dem französischen Widerstand anschloss und eine französische Identität annahm. Im Februar 1944 wurde er von den Deutschen verhaftet. Bei seinem Transport nach Paris, wo er verurteilt werden sollte, wurde er von Partisanen in der Kleinstadt Allassac aus dem Zug befreit. Bis zum Ende des Krieges in Frankreich kämpfte er in den Reihen der Forces françaises de l’intérieur im Rang eines Leutnants und nahm u. a. an der Befreiung von Tulle teil. Weiterhin war er Frontbevollmächtigter der CALPO in der Bewegung Freies Deutschland und wurde Mitglied der Kommunistischen Partei Frankreichs.
Nach dem Krieg kehrte Leo nach Deutschland zurück, zuerst ins Ruhrgebiet. Er schloss sich der KPD an, wurde Mitglied des Parteivorstandes und Redakteur der Parteizeitung Freies Volk. 1952 übersiedelte er in die DDR. Er war seitdem als Autor und Journalist tätig. Zeitweilig war er als Sonderkorrespondent des Neuen Deutschland in Frankreich tätig. Leo wurde 1961 beim Eichmann-Prozess in Israel akkreditiert.
In der DDR wurde ihm 1970 der Vaterländische Verdienstorden in Silber und 1983 in Gold verliehen.
In Anerkennung seiner Verdienste wurde Gerhard Leo am 17. Februar 2004 durch Dekret des französischen Staatspräsidenten Jacques Chirac zum Ritter der Ehrenlegion ernannt.
Gerhard Leo engagierte sich im Verband Deutscher in der Résistance, in den Streitkräften der Anti-Hitler-Koalition und der Bewegung „Freies Deutschland“ (DRAFD), in dem er auch veröffentlichte. Bis zu seinem Tod war er weiter in verschiedenen antirassistischen Vereinigungen tätig. Er leitete Gedenkreisen, hielt Vorträge für die VVN–BdA und engagierte sich für von Abschiebung bedrohte Flüchtlinge in Berlin-Köpenick. Am 8. Oktober wurde er beigesetzt.
Er ist der Vater der Historikerin Annette Leo und der Großvater des Journalisten und Autors Maxim Leo. Er ist der Neffe des Arztes und Widerstandskämpfers Fritz Lettow (Fritz Leo) und hat ein Nachwort zu seinem Buch geschrieben.

## Gedenken

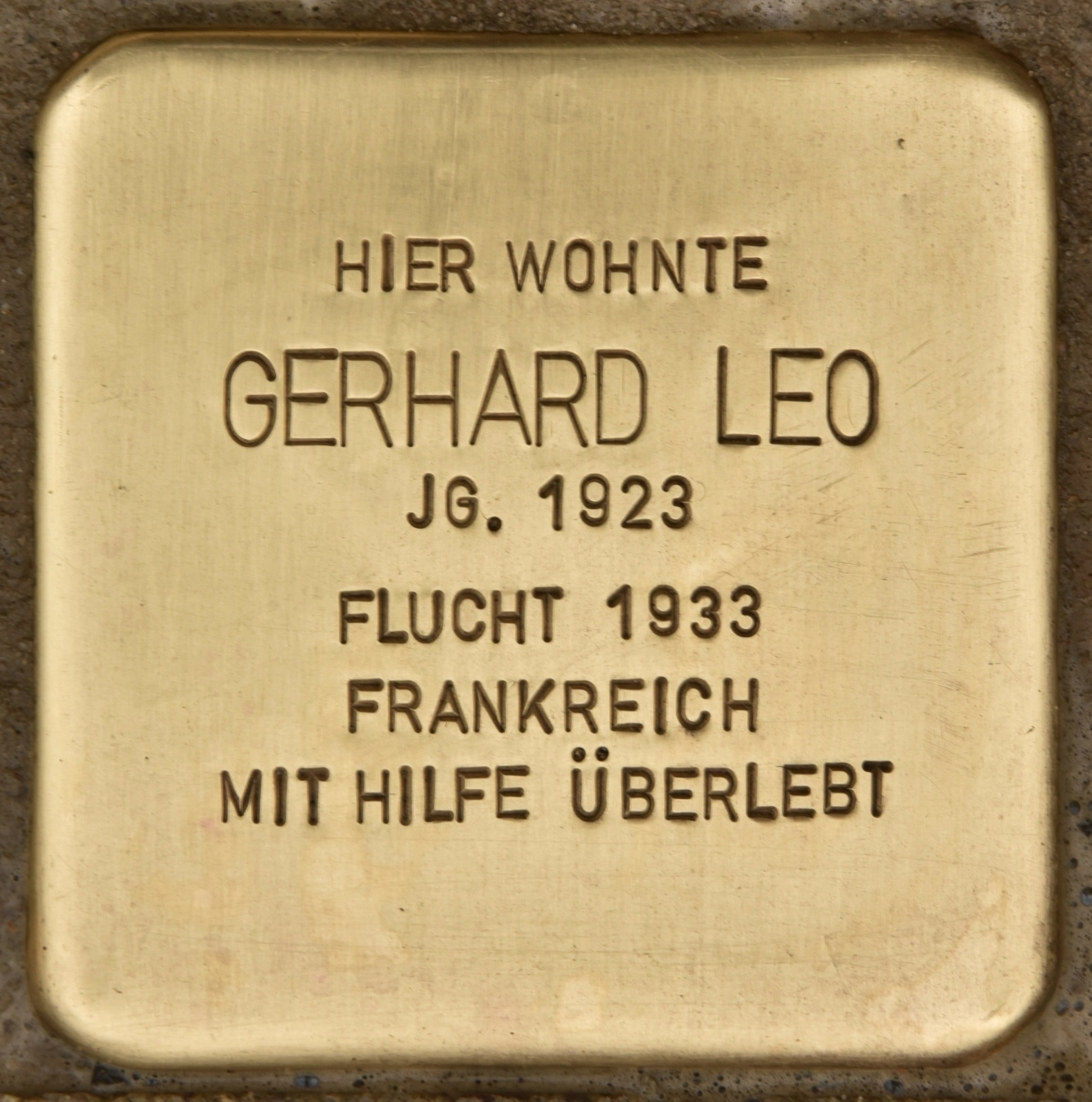
Stolperstein in Rheinsberg

Am 13. Oktober 2020 wurde in Rheinsberg in der Dr.-Martin-Henning-Straße ein Stolperstein für ihn verlegt.

## Schriften (Auswahl)
- Frühzug nach Toulouse. Ein Deutscher in der französischen Résistance 1942–1944. Nation, Berlin 1988, ISBN 3-373-00239-7. Neuauflage: BS, Rostock 2006, ISBN 3-89954-172-3.
  - Un  Allemand dans la Résistance. Le train pour Toulouse. Übersetzt von Pierre Durand. Tirésias, Paris 1997, ISBN 2-908527-55-3.
- Aufruhr einer Paria. Das abenteuerliche Leben der Flora Tristan. Dietz, Berlin 1990, ISBN 3-320-01568-0.
- Geheimakte 51. Eine dokumentarische Montage. Edition q, Berlin 1994, ISBN 3-86124-197-8.
- Das Tagebuch der Denise Bardet. Gewidmet dem 60. Jahrestag der Zerstörung der französischen Gemeinde Oradour-sur-Glane am 10. Juni 1944. Trafo, Berlin 2004, ISBN 3-89626-265-3.

## Film
- Kurt Hälker und Hans Heisel – Deutsche Widerstandskämpfer in der Résistance. Dokumentarfilm von Bodo Kaiser (Deutschland 2003, 55 min).
- Frankreichs fremde Patrioten – Deutsche in der Résistance. Regie: Wolfgang Schoen, Frank Gutermuth (Deutschland 2006, 53 min). (Frankreichs fremde Patrioten – Deutsche in der Résistance bei IMDb)